# Virtualización de datos
Virtualización de datos es la integración de datos de fuentes dispersas, en distintas localizaciones y formatos, sin replicar los datos, para construir una capa de datos virtual que facilita la provisión de servicios de datos unificados para dar soporte a múltiples aplicaciones y usuarios.

## Tecnologías
- Denodo Platform de Denodo
- TDV de TIBCO